# Bemlos audbettius
Bemlos audbettius är en kräftdjursart som beskrevs av J. L. Barnard 1962. Bemlos audbettius ingår i släktet Bemlos och familjen Aoridae. Inga underarter finns listade i Catalogue of Life.